# La Planque (film, 1962)
Pour les articles homonymes, voir La Planque.
Pour plus de détails, voir Fiche technique et Distribution.
La Planque est un film français réalisé par Raoul André et sorti en 1962.

## Synopsis
Georges, un résistant, est poursuivi par la Gestapo et trouve refuge chez un de ses amis médecin, qui le cache dans sa clinique psychiatrique, en le faisant passer pour amnésique.

## Fiche technique
- Titre : La Planque
- Réalisation : Raoul André
- Scénario : Yves Jamiaque
- Décors : Jean-Paul Coutan-Laboureur
- Photographie : Marcel Weiss
- Montage : Gabriel Rongier
- Musique : Daniel White
- Sociétés de production : Compagnie des Artisans du Film - Hoche Productions
- Durée : 85 minutes
- Date de sortie : 21 septembre 1962

## Distribution
- Francis Blanche : Édouard
- Marcel Mouloudji : Georges Lambert
- Louise Carletti : Giselle
- Yves Vincent : Paginès / Docteur
- Jacques Dumesnil : Directeur
- Michel Beaufort : Paul Marinier
- Yvette Andréyor : La gouvernante
- Jean Balthazar
- Alain Bouvette : L'infirmier
- Robert Porte : Le fou / Le patient
- Arlette Rebora
- Maria Vincent : Mado